# اسطرخی (فاروج)
اسطرخی روستایی در دهستان سنگر بخش مرکزی شهرستان فاروج استان خراسان شمالی ایران است.

## جمعیت
بر پایه سرشماری عمومی نفوس و مسکن در سال ۱۳۹۵ جمعیت این مکان ۱۰۰ نفر (۲۹خانوار) بوده‌است.